# Rosa Grünberg
Rosa (född Rosalie) Grünberg (efter 1918 Sjöstedt), född 4 januari 1878 i Stockholm, död där 11 april 1960, var en svensk skådespelare, opera- och operettsångerska (sopran).

## Biografi
Grünberg var en av de stora primadonnorna på Stockholms operettscener i början av 1900-talet. Hon scendebuterade 1898 i Bröllopet på Ulvåsa på Svenska teatern som då ägdes av Albert Ranft, men flyttade, sedan hon uppmärksammats för sin vackra röst, till Vasateatern. Hon kom därefter att verka även på Ranfts andra teatrar: 1902–1904 vid hans resande operasällskap, 1904–1906 vid  Östermalmsteatern och 1906–1914 vid Oscarsteatern.
Bland annat framträdde hon i den uppsättning av Frihetsbröderna med vilken Oscarsteatern invigdes 1906. På Kungliga Operan i Stockholm gjorde hon operadebut i Tosca 1914. Till hennes glansroller hörde Mimosa San i Geishan, Rosalinda i Läderlappen och Angèle i Greven av Luxemburg.
Hon uppträdde ibland med en mer folklig visrepertoar och skrev även texten till Karl Lundins komposition Spiskroksvalsen. Grünberg gjorde skivinspelningar för bolagen Gramophone, Favorite och Lyrophon. Under åren 1908–1911 spelade hon in ett antal kortfilmer.
Under åren före 1911, när kronprinsessan Margareta besökte sitt hemland Storbritannien, ryktades det i Sverige om att kronprins Gustaf Adolf hade ett förhållande med Grünberg.
Grünberg debuterade 1914 på Kungliga teatern och spelade titelrollen i Tosca och gästspelade under året som Leonora i Trubaduren, Nemea i Konung för en dag och Santuzza i På Sicilien. År 1916 genomförde Grünberg en landsortsturné med titelrollen i Tosca.
Hon lämnade scenen för gott 1918, då hon gifte sig med professorn i entomologi vid Naturhistoriska riksmuseet  Yngve Sjöstedt. Hon fortsatte dock att verka som sångpedagog.
Hon ligger tillsammans med sin make, begravd på Hjo kyrkogård.

## Filmografi (urval)
- 1908 – Amerikaminnen
- 1909 – Skilda tiders danser

## Diskografi
- Odeonkavalkaden 1906-1925. Del 2. LP. Odeon 7C 062-35940 M. 1983. – Innehåll:  3. Tre trallande jäntor (Körling, Fröding).

## Teater

### Roller i urval
| År   | Roll               | Produktion                                                                   | Regi                 | Teater                     |
| ---- | ------------------ | ---------------------------------------------------------------------------- | -------------------- | -------------------------- |
| 1898 | O Mimosa San       | Geishan Sidney Jones, Owen Hall och Harry Greenbank                          |                      | Vasateatern                |
| 1898 | Inga               | Bröllopet på Ulfåsa Frans Hedberg                                            | Harald Molander      | Svenska teatern, Stockholm |
| 1905 | Yvonne             | Surcouf Robert Planquette, Alfred Duru och Henri Chivot                      | Axel Ringvall        | Östermalmsteatern          |
| 1905 |                    | Madame Scherry Hugo Felix och Maurice Ordonneau                              |                      | Östermalmsteatern          |
| 1905 | Dyrsa              | Landsvägsriddarna Carl Zeller, Moritz West och Ludwig Held                   |                      | Östermalmsteatern          |
| 1905 | Mme Bonacieux      | d'Artagnan Louis Varney, Paul Verrier och Jules Prével                       |                      | Östermalmsteatern          |
| 1906 | Caroline Bonaparte | Hertiginnan av Danzig Ivan Caryll och Henry Hamilton                         |                      | Östermalmsteatern          |
| 1906 |                    | Söndagsbarnet Carl Millöcker, Richard Genée och Friedrich Zell               |                      | Östermalmsteatern          |
| 1906 | Fiorella           | Frihetsbröderna Jacques Offenbach, Henri Meilhac och Ludovic Halévy          |                      | Oscarsteatern              |
| 1907 | Hertig de Partheny | Lille hertigen Charles Lecocq, Henri Meilhac och Ludovic Halévy              |                      | Oscarsteatern              |
| 1907 | Giulietta          | Hoffmans äventyr Jacques Offenbach, Jules Barbier och Michel Carré           | Emil Linden          | Oscarsteatern              |
| 1907 | Yvonne             | Surcouf Robert Planquette och Henri Chivot                                   |                      | Oscarsteatern              |
| 1907 |                    | Boccaccio Franz von Suppé, Camillo Walzel och Richard Genée                  |                      | Oscarsteatern              |
| 1907 | Dorette            | Ambassadören Claude Terrasse, Robert de Flers och Gaston Arman de Caillavet  | Emil Linden          | Oscarsteatern              |
| 1908 | Rosalinda          | Läderlappen Johann Strauss den yngre, Karl Haffner och Richard Genée         |                      | Oscarsteatern              |
| 1908 | Alice              | Dollarprinsessan Leo Fall, Alfred Maria Willner och Fritz Grünbaum           | Axel Bosin           | Oscarsteatern              |
| 1909 | Sonja Krakowska    | Fortunas gunstling Karl Gilck                                                | Carl Barcklind       | Oscarsteatern              |
| 1909 | Laura              | Tiggarstudenten Karl Millöcker, Richard Genée och Friedrich Zell             |                      | Oscarsteatern              |
| 1910 | Bengalino          | Mahomets paradis Robert Planquette och Henri Blondeau                        |                      | Oscarsteatern              |
| 1911 | Lady Grace-Elliot  | Vackra ladyn Giacomo Minkowsky och Rudolf Lothar                             | Emil Linden          | Oscarsteatern              |
| 1911 | Anna               | Det stora geniet Edmund Eysler och Felix Dörmann                             | Carl August Söderman | Oscarsteatern              |
| 1911 |                    | Wienerblod Johann Strauss den yngre, Victor Léon, Leo Stein och Adolf Müller |                      | Oscarsteatern              |
| 1912 | Fiorella           | Frihetsbröderna Jacques Offenbach, Henri Meilhac och Ludovic Halévy          | Albert Ranft         | Oscarsteatern              |
| 1912 |                    | Kvinnohataren Edmund Eysler, Leo Stein och Karl Lindau                       | Emil Linden          | Oscarsteatern              |
| 1912 |                    | Prinsen av Burgund Leo Fall, Alfred Maria Willner och Robert Bodanzky        |                      | Oscarsteatern              |

## Rollfoton

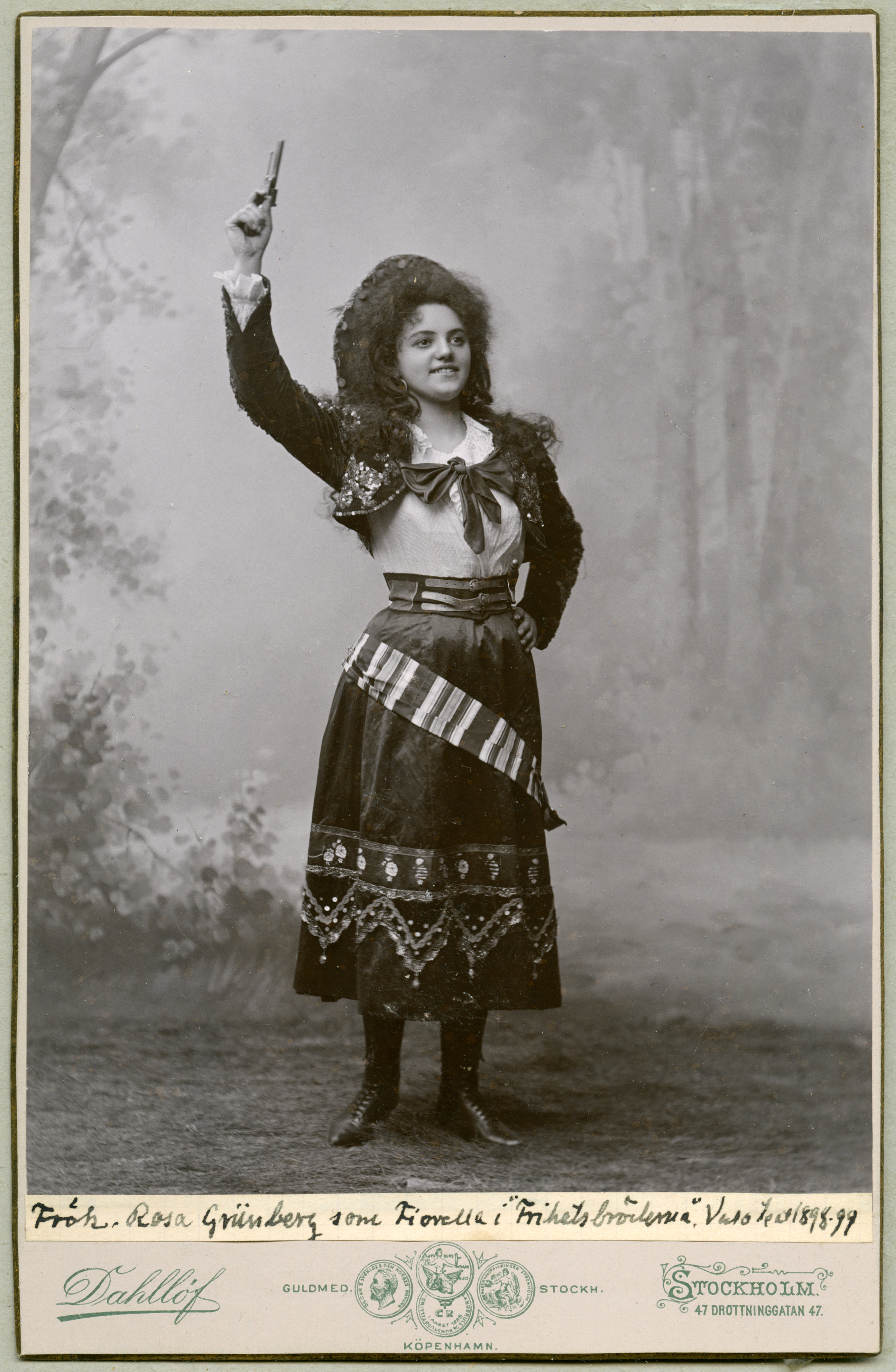
Som Fiorella i Frihetsbröderna på Vasateatern 1898.
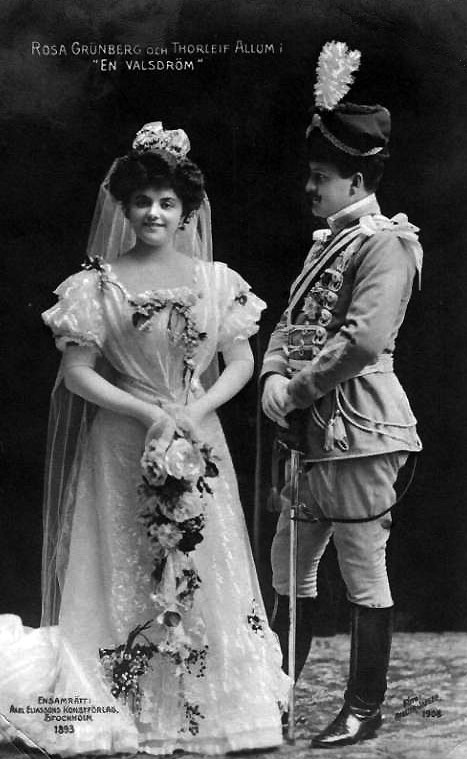
Som Helena mot Thorleif Allum som Niki  i En valsdröm på Oscarsteatern 1908.
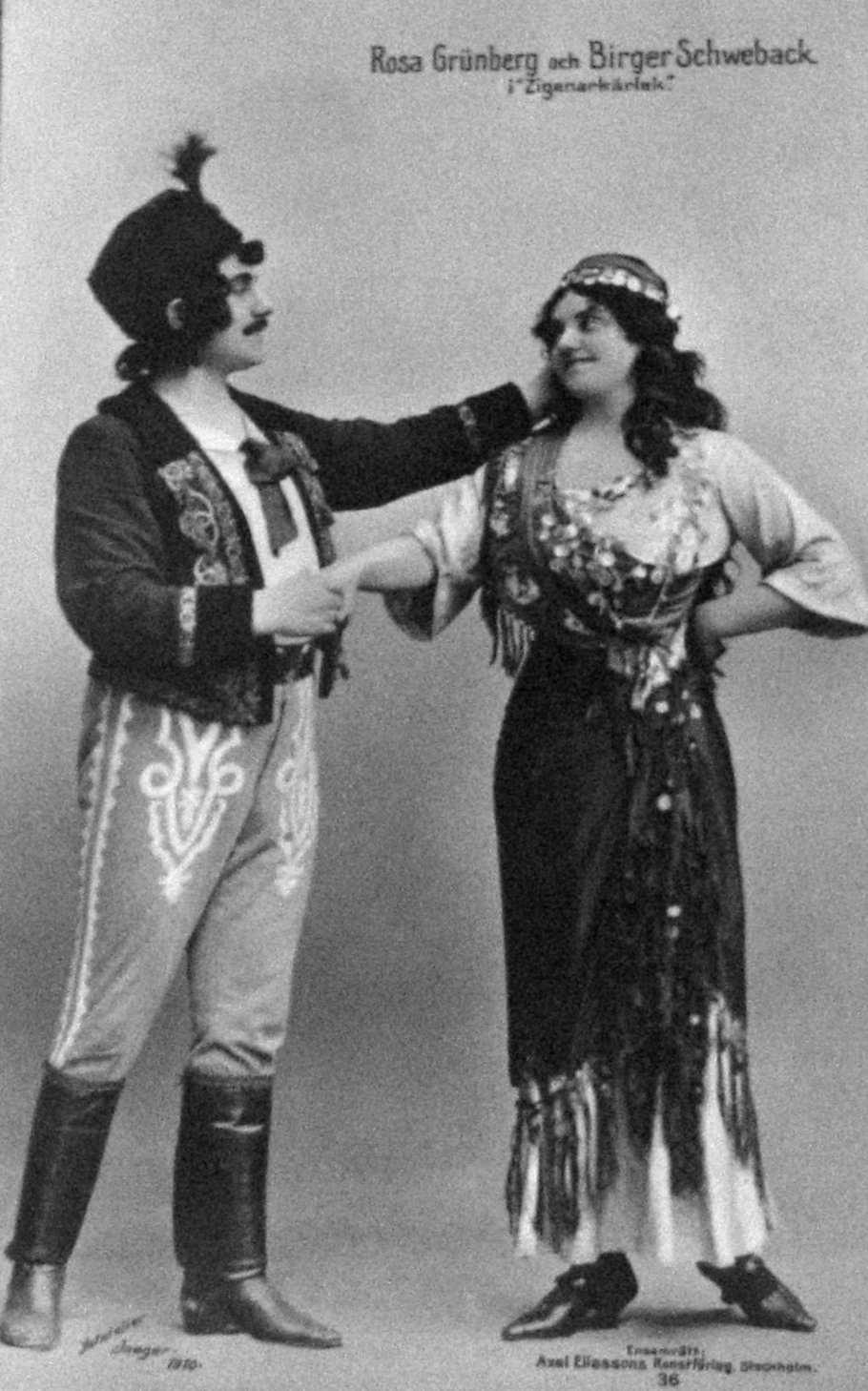
Som Zorica mot Birger Schweback som Joszi i Zigenarkärlek på Oscarsteatern 1910.
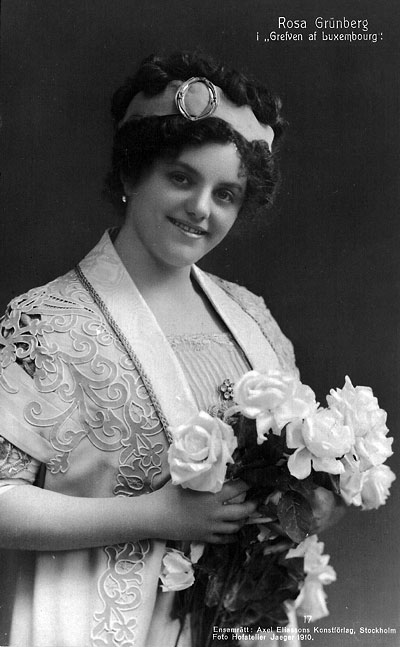
Som Angèle Didier i Greven av Luxemburg på Oscarsteatern 1910.
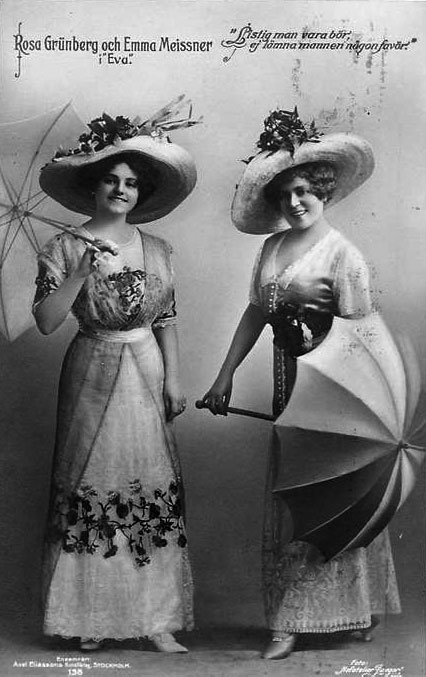
Grünberg som Eva och Emma Meissner som Pepita i operetten Eva på Oscarsteatern 1912.